# Pilning
Pilning är en by i South Gloucestershire, Gloucestershire i England. Byn är belägen 43,3 km 
från Gloucester. Orten har 1 475 invånare (2015).